# Esperanto-Tag
Der Esperanto-Tag (Esperanto Esperanto-Tago) wird weltweit am 26. Juli als Festtag begangen und feiert die Veröffentlichung des Unua Libro genannten Buches von Ludwik Lejzer Zamenhof an jenem Datum im Jahr 1887.
Dieses war das erste Buch in der Sprache Esperanto. Der jährliche mehrtägige Esperanto-Weltkongress wird jeweils um diesen Tag herum abgehalten.